# System uprawy roli

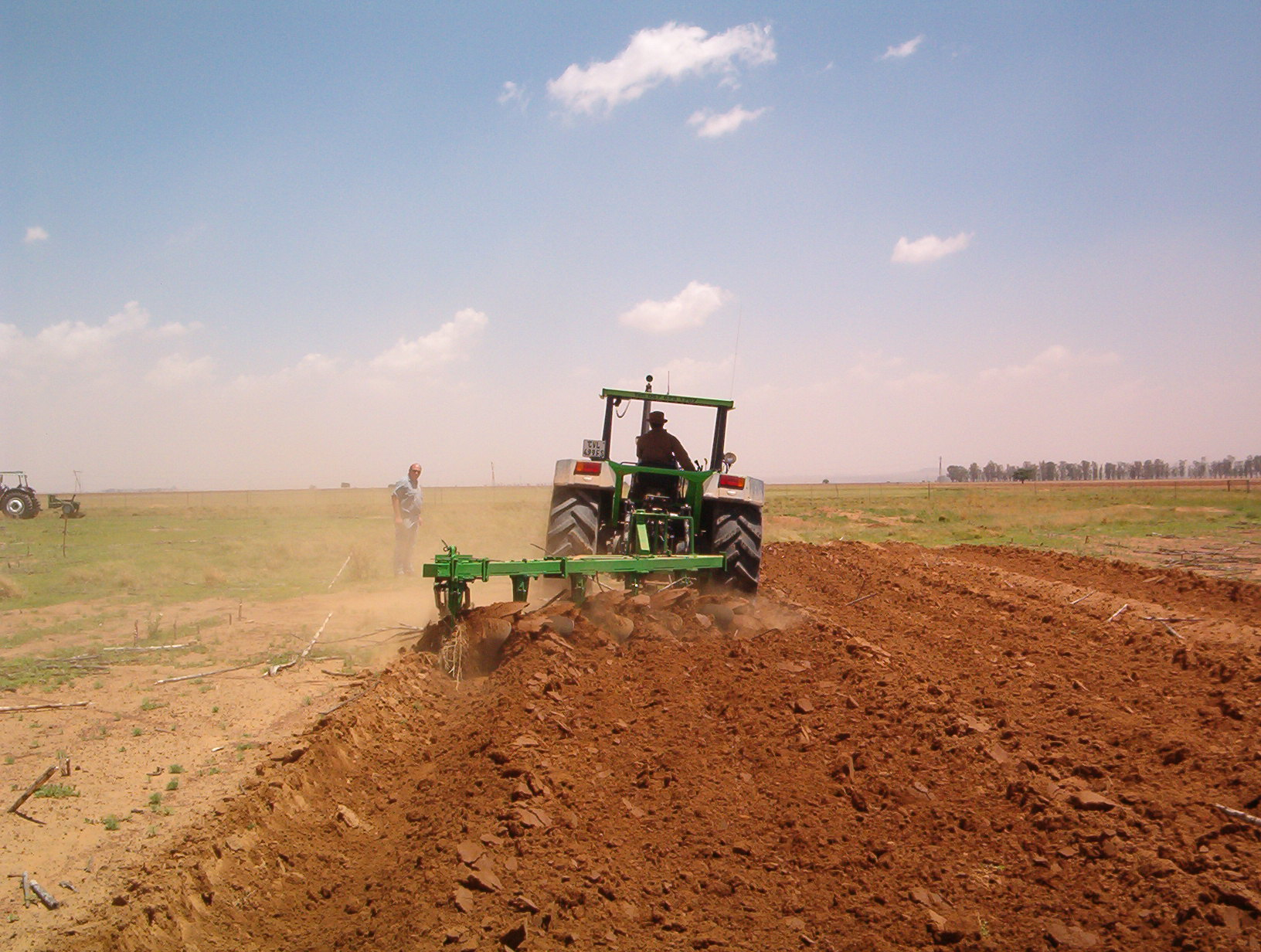
Orka wykonywana pługiem

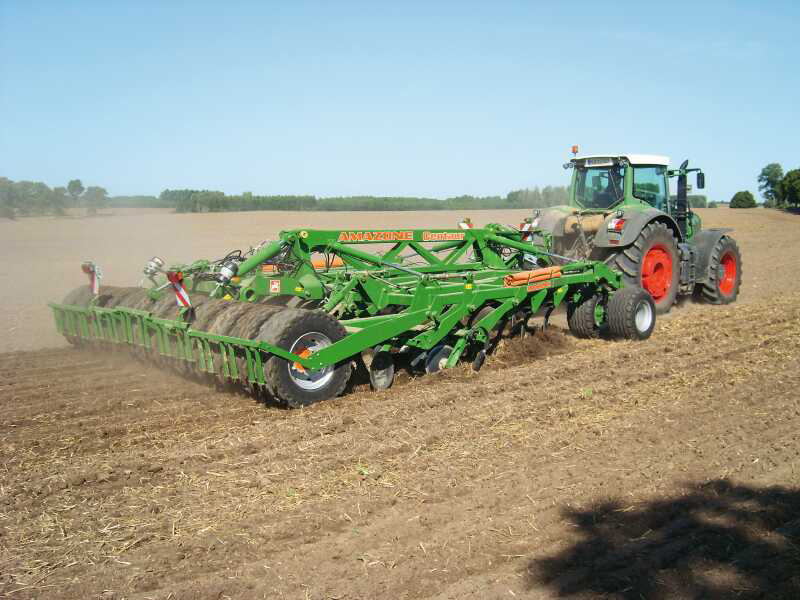
Agregat do uprawy bezorkowej

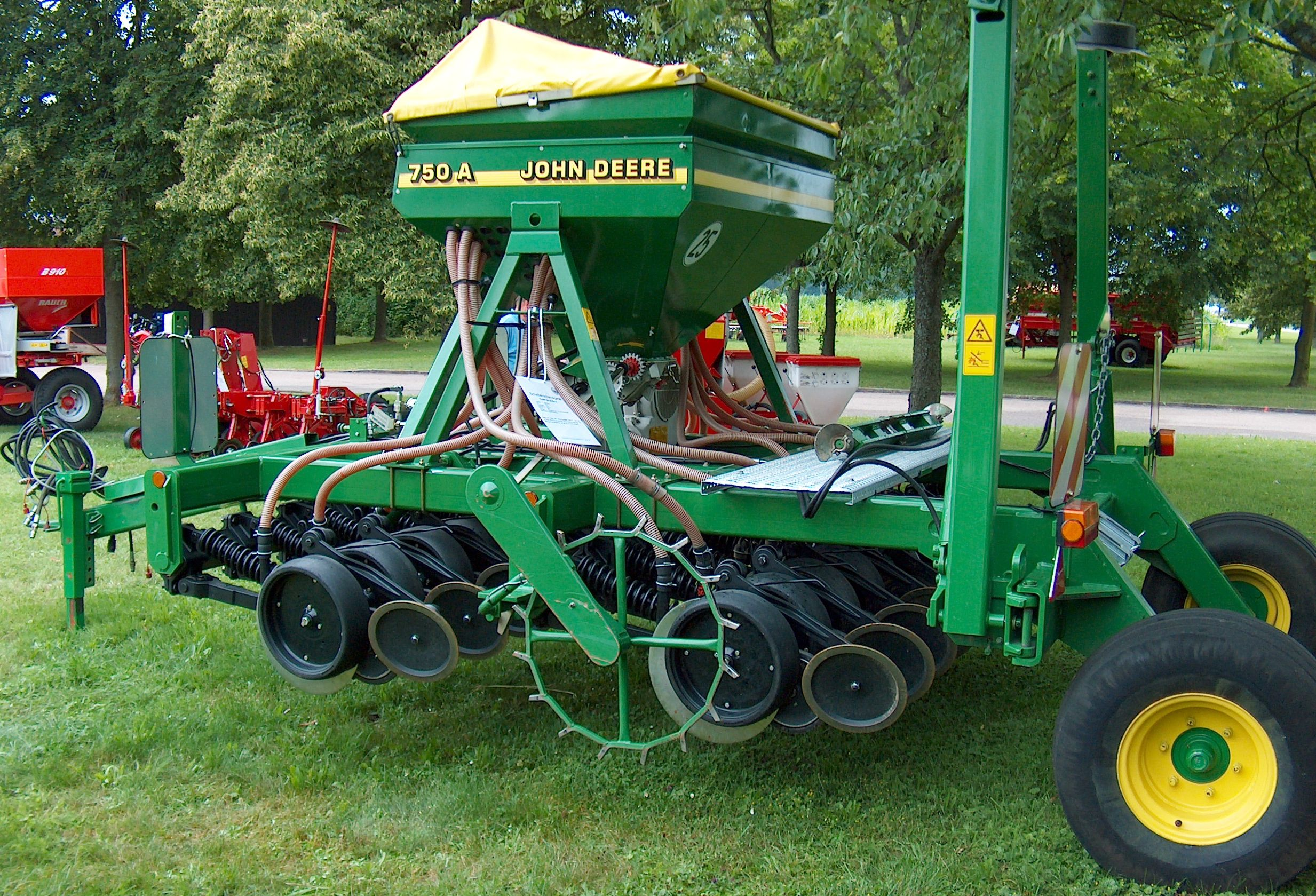
Siewnik do siewu bezpośredniego

System uprawy roli - sposób uprawy roli, oparty na odpowiednim doborze narzędzi i maszyn oraz kolejności ich stosowania w cyklu rocznym lub dłuższym, uwarunkowany czynnikami przyrodniczymi (gleba, klimat, urzeźbienie, stosunki wodne) i agrotechnicznymi.
Wyróżnia się trzy systemy uprawy roli: 
- tradycyjny (płużny) – najbardziej rozpowszechniony system, oparty na pracy pługa (orce), odcinającego i odwracającego wierzchnią warstwę gleby[1]
- bezorkowy (bezpłużny) – system nie wykorzystuje pługa odwracającego glebę, zamiast tego gleba jest powierzchniowo (czasami też głęboko) spulchniana oraz mieszana za pomocą narzędzi biernych (głębosz, gruber, spulchniacz, brona talerzowa) oraz maszyn aktywnych (rotacyjnych, wahadłowych, wibracyjnych, kombinowanych)[2]
- uprawa zerowa (siew bezpośredni) – system bez zabiegów (uprawek) przygotowujących glebę do siewu, nasiona są wprowadzane do gleby specjalistycznymi siewnikami do siewu bezpośredniego, pozostałości roślinne oraz chwasty w tym systemie najczęściej niszczone są środkami chemicznymi[3]